# Gustav Frederik Holm
Gustav Frederik Holm (Copenaghen, 6 agosto 1849 – Copenaghen, 13 marzo 1940) è stato un esploratore e ufficiale danese.

## Carriera
Fu nominato comandante in marina nel 1899, fu capo dell'ufficio idrografico dal 1899 al 1909 e divenne direttore dei piloti nel 1912. Si distinse per le sue esplorazioni, in particolare sulla costa orientale della Groenlandia. Nel 1876 partecipò alla spedizione geologica di K. J. V. Steenstrup nel distretto di Julianehåb. Dal 1883 al 1885 guidò la spedizione di Umiak con T. V. Garde. Per le sue esplorazioni ricevette medaglie d'oro dalla Société de géographie, Parigi (1891), e la Danish Geographical Society (1895), e l'Ordine al merito danese (1909). I risultati e le osservazioni delle spedizioni furono pubblicati in Den danske Konebaads-Expedition til Grønlands Østkyst 1883–85 (1889) e Om de geografiske Forhold i dansk Østgrønland (1889).